# Otto Babiasch
Otto Babiasch (ur. 21 marca 1937 w Baineț w Rumunii) – wschodnioniemiecki bokser, medalista mistrzostw  Europy z 1961.
Startował w wadze muszej (do 51 kg). Zwyciężył w niej na pierwszej Spartakiadzie Gwardyjskiej rozgrywanej w NRD w 1959.
Na mistrzostwach Europy w 1961 w Belgradzie pokonał Antoine’a Porcela i Zbigniewa Olecha, a w półfinale przegrał z późniejszym triumfatorem Paolo Vaccą, zdobywając brązowy medal. Na kolejnych mistrzostwach Europy w 1963 w Moskwie odpadł po porażce w ćwierćfinale ze Stefanem Panajotowem.
Wystąpił we wspólnej reprezentacji Niemiec na igrzyskach olimpijskich w 1964 w Tokio. Dotarł do ćwierćfinału, w którym pokonał go Robert Carmody.
Babiasch był mistrzem NRD w wadze muszej w 1956, 1961, 1963 i 1964, wicemistrzem w 1962 oraz brązowym medalistą w 1957 i 1959.